# کانتون چییا
کانتون چییا (به اسپانیایی: Cantón Chilla) یک منطقهٔ مسکونی در اکوادور است که در استان ال اورو واقع شده‌است.